# Michael Kneissler
Michael Kneissler (* 15. Dezember 1955 in Stuttgart) ist ein deutscher Journalist und Buchautor.

## Berufliche Laufbahn
Kneissler wirkte als Journalist bei Abendzeitung, Zeit-Magazin, brandeins, Playboy, Christophorus, SZ-Magazin, Stern, Der Spiegel, Brigitte, GQ, Bunte, P.M. Magazin, Eltern family, Max und Revue. Er war Chefredakteur der Entwicklungsredaktion Future der Bauer Media Group. 2012 wurde Kneissler Leiter der Münchner Redaktion von G+J Corporate Editors, eines auf journalistische Kommunikation für Unternehmen spezialisierten Teils des Medienunternehmens Gruner + Jahr. Unter anderem betreibt er eine Buch- und Presseagentur für junge Autoren. 2017 zog er für zwei Jahre nach Guayaquil in Ecuador, wo seine Frau Ouarda Saillo als Lehrerin an der deutschen Schule Colegio Alemán Humboldt tätig war.

## Buchveröffentlichungen (Auswahl)
- Das Anima-Prinzip. Schönberger, München 1984, ISBN 3-89114-004-5
- Gebt der Liebe eine Chance. Schönberger, München 1985, ISBN 3-89114-022-3
- Papas kleine Monster. Aus dem Alltag eines Familienvaters. Europa-Verlag, München 1998, ISBN 3-203-79103-X
- Neues von Papas kleinen Monstern. Lübbe, Bergisch Gladbach 2003, ISBN 3-7857-2126-9
- Papas kleine Monster gehen zur Schule. Lübbe, Bergisch Gladbach 2005, ISBN 3-7857-2196-X
- Piratenterror. Organisierte Kriminalität auf den Weltmeeren. Delius Klasing, Bielefeld 2010, ISBN 978-3-7688-3196-3
- Editorial Director von Mut. Wie Greenpeace die Welt verändert hat. Delius Klasing, Bielefeld 2020, ISBN  978-3667119742